# Aleuroclava longisetosus
Aleuroclava longisetosus là một loài côn trùng cánh nửa trong họ Aleyrodidae, phân họ Aleyrodinae.
Aleuroclava longisetosus được Jesudasan & David miêu tả khoa học đầu tiên năm 1991.